# Телебои
Телебоите или Телебойците (на старогръцки: Τηλεβόαι, Tēlebóai, Τηλεβόας, Τηλεβόις, Τηλεβόιδες, Ταφίοι, Τηλεβόες, Tēleboas, Tēlebois, Teleboas, Teleboai, Teleboer) са митичен народ, населявал Акарнания. Те са група от Лелегите, населявали Тафийските острови в Йонийско море.
Според някои източници техният прародител е Телебой (Τηλεβόας) и остров Меганизи (Mεγανήσι) е наречен на него Телебой (Τηλεβόις). Телебой е син на Птерелай и брат на Тафий, който е прародител на тафийците.
Телебой е внук на Лелекс по дъщеря и правнук на Посейдон. Той има 22 сина, някои от които се установили в Левкада.. 
Телебоите и тафийците убили брата на Алкмена. 